# Liste der Naturdenkmale in Nüsttal
Die Liste der Naturdenkmale in Nüsttal nennt die im Gebiet der Gemeinde Nüsttal im Landkreis Fulda in Hessen gelegenen Naturdenkmale.
| Bild            | Bezeichnung                                  | Ortsteil, Lage                                   | Beschreibung | Art       | Nr.      |
| --------------- | -------------------------------------------- | ------------------------------------------------ | ------------ | --------- | -------- |
| Fotos hochladen | Eiche in der Schwarzbach                     | Gotthards 50° 36′ 56″ N, 9° 54′ 21,2″ O          |              | Eiche     | 6.31.680 |
| BW              | Dorflinde                                    | Gotthards 50° 37′ 15,5″ N, 9° 54′ 7,8″ O         |              | Linde     | 6.31.681 |
| BW              | Basaltdurchbruch „Großer Stein“              | Gotthards 50° 37′ 52,8″ N, 9° 55′ 22,8″ O        |              |           | 6.31.682 |
| BW              | Linde auf dem Kapellenberg                   | Hofaschenbach 50° 38′ 16,1″ N, 9° 50′ 23,6″ O    |              | Linde     | 6.31.683 |
| BW              | Jungfernbörnchen                             | Hofaschenbach 50° 38′ 55″ N, 9° 49′ 29,8″ O      |              |           | 6.31.684 |
| BW              | Hainbuche am Odersberg                       | Mittelaschenbach 50° 39′ 29,1″ N, 9° 51′ 26,5″ O |              | Hainbuche | 6.31.685 |
| BW              | Hutebuchen am Odersberg                      | Mittelaschenbach 50° 39′ 22,6″ N, 9° 51′ 28,4″ O |              | Buche     | 6.31.686 |
| BW              | Basaltkuppe „Schwarzehauck“                  | Morles 50° 36′ 58,8″ N, 9° 51′ 55,8″ O           |              |           | 6.31.687 |
| BW              | Buche am Sandacker                           | Rimmels 50° 37′ 29,8″ N, 9° 49′ 43,6″ O          |              | Buche     | 6.31.688 |
| BW              | Kiefer und Hutebuchen am großen Schnellsrain | Rimmels 50° 38′ 20,8″ N, 9° 52′ 14,1″ O          |              |           | 6.31.689 |

## Belege
1. ↑  
Naturdenkmalliste. (pdf; 866 kB) Anhang zu TOP II.22 der Kreistagssitzung am 07.06.2010. Naturdenkmale im Landkreis Fulda. Der Kreisausschuss Landkreis Fulda, 26. Mai 2010, abgerufen am 24. Januar 2016.

- Karte mit allen Koordinaten:
- OSM |
- WikiMap